# Jean-Aimé Toupane
Jean-Aimé Toupane (Kaolack, 12 gennaio 1958) è un ex cestista e allenatore di pallacanestro senegalese naturalizzato francese.

## Biografia
È padre di Axel Toupane, cestista NBA.

## Carriera
Con il Senegal ha disputato i Campionati mondiali del 1978 e i Campionati africani del 1980.
Da allenatore ha guidato la Francia femminile ai Campionati mondiali del 2022.